# Callaway Competition
Callaway Competition ist ein deutsches Unternehmen im Fahrzeugbau und -tuning sowie Motorsportteam. Das Unternehmen ist der deutsche Ableger des US-amerikanischen Fahrzeugbauers Callaway Cars und somit auf Fahrzeuge der Marke Corvette spezialisiert.

## Unternehmen
1985 wurde das Unternehmen unter dem Namen Wöhr & Ciccone gegründet. Spezialisiert auf die Fertigung von Fahrzeugkarosserien und -reparaturen sowie auf den Umbau zu Rennwagen übernahm Wöhr & Ciccone 1988 den europäischen Vertrieb von Callaway Cars. 1994 wurde dann die Rennabteilung gegründet.
Callaway Competition ist das einzige Team, welches bislang an allen Rennen des ADAC GT Masters seit Gründung der Rennserie 2007 teilnahm. 2009 konnte Callaway die Teamwertung und 2009 sowie 2010 Toni Seiler die Amateur-Fahrerwertung gewinnen. 2013 gewannen Diego Alessi und Daniel Keilwitz die Fahrerwertung.

## Sportliche Erfolge
| - 2007: FIA-GT3-Europameisterschaft (1. der Teamwertung) - 2007: FIA-GT3-Europameisterschaft (2. der Fahrerwertung) - 2008: FIA-GT3-Europameisterschaft (2. der Teamwertung) - 2008: FIA-GT3-Europameisterschaft (1. der Fahrerwertung) - 2009: FIA-GT3-Europameisterschaft (1. der Fahrerwertung) - 2009: ADAC GT Masters (2. der Fahrerwertung) - 2009: ADAC GT Masters (1. der Amateurwertung) - 2009: UAE GT Championship (1. der GTA-Wertung) - 2010: FIA-GT3-Europameisterschaft (1. der Fahrerwertung) | - 2010: FIA-GT3-Europameisterschaft (2. der Teamwertung) - 2010: ADAC GT Masters (1. der Amateurwertung) - 2010: UAE GT Championship (1. der GTA-Wertung) - 2010: UAE GT Championship (1. der GTB-Wertung) - 2011: UAE GT Championship (1. der GTA-Wertung) - 2011: UAE GT Championship (1. der GTB-Wertung) - 2012: ADAC GT Masters (2. der Teamwertung) - 2012: ADAC GT Masters (2. der Fahrerwertung) - 2012: 24 h Barcelona (Klassensieg SP8) | - 2013: 24 h Nürburgring (Klassensieg SP8) - 2013: ADAC GT Masters (2. der Teamwertung) - 2013: ADAC GT Masters (1. der Fahrerwertung) - 2014: ADAC GT Masters (3. der Fahrerwertung) - 2014: ADAC GT Masters (2. der Teamwertung) |